# Elo (album)
| Recensione | Giudizio |
| ---------- | -------- |
| Ondarock   | 5/10     |

Elo è il secondo album in studio del rapper italiano DrefGold, pubblicato il 22 maggio 2020 dalla Island Records.

## Tracce
1. Elo – 2:07
2. Elegante (feat. Sfera Ebbasta) – 3:40
3. Opps (feat. Capo Plaza) – 3:14
4. Domani l'altro – 2:35
5. Enjoy (feat. Tedua) – 3:07
6. Bankroll (feat. Luchè) – 2:46
7. Calma – 3:18
8. Zero+Zero (feat. Lazza) – 2:30
9. Wickr Me (feat. Tony Effe) – 3:24
10. 223 – 2:26
11. Chance – 2:53
12. Giro d'Italia (feat. Gué Pequeno) – 2:43
13. Snitch e impicci (feat. FSK Satellite) – 3:22
14. Stupido Drip – 2:43
15. Notte e giorno – 1:48

Tracce bonus in Elo Overtime
1. XSempre – 2:08
2. Shooter – 2:20
3. Anima – 2:45
4. Cicatrici – 2:57
5. Heavy (feat. Smokepurpp) – 2:45
6. Double Cup – 2:28
7. Oh mami (feat. Izi) – 2:48
8. Apology – 2:18

## Formazione

### Musicisti
- DrefGold – voce
- Sfera Ebbasta – voce aggiuntiva (traccia 2)
- Capo Plaza – voce aggiuntiva (traccia 3)
- Tedua – voce aggiuntiva (traccia 5)
- Luchè – voce aggiuntiva (traccia 6)
- Lazza – voce aggiuntiva (traccia 8)
- Tony Effe – voce aggiuntiva (traccia 9)
- Gué Pequeno – voce aggiuntiva (traccia 12)
- FSK Satellite – voci aggiuntive (traccia 13)

### Produzione
- Daves the Kid – produzione (tracce 1-3, 5, 7, 11, 13 e 14)
- Charlie Charles – produzione (traccia 2)
- Drillionaire – produzione (tracce 4-6, 8-15)
- Peppe Amore – produzione (traccia 5)

## Classifiche

### Classifiche settimanali
| Classifica (2020) | Posizione massima |
| ----------------- | ----------------- |
| Italia            | 1                 |

### Classifiche di fine anno
| Classifica (2020) | Posizione |
| ----------------- | --------- |
| Italia            | 61        |